# Anna Pierce
Anna Pierce (née Willard le 31 mars 1984 à Portland) est une athlète américaine, spécialiste du demi-fond.

## Carrière
En 2008, lors des sélections olympiques américaines de Eugene, Anna Pierce remporte la finale du 3 000 m steeple et établit un nouveau record national en 9 min 27 s 56. Sur cette distance, elle se classe dixième des Jeux olympiques de Pékin. Vainqueur en début de saison 2009 de son premier titre national en salle, sur 1 500 m, Anna Pierce remporte sur 800 m deux meetings du circuit de l'IAAF, le Meeting de New York et le Meeting Areva de Paris-Saint-Denis. Décidant de s'aligner dans l'épreuve du 1 500 mètres lors des Championnats du monde 2009 de Berlin, l'Américaine se classe sixième de la finale avec le temps de 4 min 06 s 19. Elle s'impose en fin de saison lors du 800 m de la finale mondiale d'athlétisme de Thessalonique devant sa compatriote Maggie Vessey.

## Palmarès
| Année | Compétition                    | Lieu          | Place | Épreuve     |
| ----- | ------------------------------ | ------------- | ----- | ----------- |
| 2008  | Jeux olympiques                | Pékin         | 10e   | 3 000 m st. |
| 2009  | Championnats du monde          | Berlin        | 6e    | 1 500 m     |
| 2009  | Finale mondiale                | Thessalonique | 1re   | 800 m       |
| 2010  | Championnats du monde en salle | Doha          | 4e    | 800 m       |

### Records
| Épreuve | Épreuve   | Performance   | Lieu       | Date            |
| ------- | --------- | ------------- | ---------- | --------------- |
| 800 m   | Plein air | 1 min 58 s 80 | Paris      | 17 juillet 2009 |
| 800 m   | Salle     | 2 min 00 s 53 | Doha       | 14 mars 2010    |
| 1 500 m | Plein air | 3 min 59 s 38 | Zurich     | 28 août 2009    |
| 1 500 m | Salle     | 4 min 11 s 85 | Birmingham | 18 février 2012 |